# 横河ファウンドリー
横河ファウンドリー株式会社（よこがわふぁうんどりー、Yokogawa Foundry Corporation）は、横河電機グループ（YOKOGAWAグループ）の知的障害者の一般就労の促進を目的とした特例子会社である。
グループ各社の事務代行や作業の請け負い等の事業を行っている。

## 概要
1990年代に入り、事業者の知的障害者の雇用が義務化されたことに呼応して、横河電機も障害がある人材を積極的に採用するため、特例子会社として横河ファウンドリー株式会社を設立した。

当時、横河電機は、終身雇用を堅持し、社員を大切にする企業として全国的に有名で、ノーマライゼーションの取り組みにおいても、先駆的であった。

横河ファウンドリーは、横河電機人事部の若い女性社員が奔走し、会社設立にこぎつけた。その女性社員は、企業の知的障害者雇用の先駆者となり、厚生労働省に専門官として出向するなど、この分野で企業の枠を超えて活躍したことでも知られた。
横河ファウンドリーの成功は、他社が学ぶところとなり、知的障害者雇用のモデルケースとなった。